# Castillon-en-Couserans
Castillon-en-Couserans är en kommun i departementet Ariège i regionen Occitanien i södra Frankrike. Kommunen ligger  i kantonen Castillon-en-Couserans som ligger i arrondissementet Saint-Girons. År 2022 hade Castillon-en-Couserans 433 invånare.

## Befolkningsutveckling
Antalet invånare i kommunen Castillon-en-Couserans
Referens: INSEE